# 細川高国
細川 高国（ほそかわ たかくに）は、戦国時代の武将、大名。室町幕府31代管領。摂津国・丹波国・山城国・讃岐国・土佐国守護。細川京兆家15代当主。
細川氏一門・野州家の細川政春の子に生まれ、細川氏嫡流（京兆家）当主で幕府管領の細川政元の養子となった。11代将軍足利義高（のちの義澄）より偏諱（「高」の字）を与えられ、高国と名乗る。弟に晴国。実子に稙国ほか、養子に氏綱がいる。
権力者だった政元が暗殺された後の混乱（永正の錯乱）を経て、同じく政元の養子であった阿波守護家出身の細川澄元を結果的に排除し、細川京兆家の家督と幕府の実権を手中にした。その後も両細川の乱と呼ばれる権力抗争が長期継続するが澄元には勝利し、将軍足利義稙を廃して義晴を擁立するなど、管領として幕政や京の都周辺の掌握を続け畿内に君臨した。一方、細川氏の支配構造の基礎である「内衆」と呼ばれた分国の重臣達は、京兆家の抗争に伴って各々対立し疲弊消耗していった。外様である大内氏の兵力を頼っていたが、大内勢の帰国後は支持基盤をうまく固められず、最終的には澄元の子の細川晴元に敗れて自刃に追い込まれた。

## 生涯

### 出生
文明16年（1484年）、細川氏一門・野州家の細川政春の子として誕生した。高国が京兆家当主・細川政元の養子となった明確な時期は不明であるが、細川澄之・澄元の後に養子になったようで、政元にとっては3番目の養子であった。ただし、その名から判るように3人の中で最も早く元服している（義高→高国、義澄→澄元・澄之、室町幕府11代将軍は義高、義澄の順に改名、すなわち3人の元服の順番は養子になった順と逆ということになる）。なお、京兆家と主要な分家との間で分担して連歌を詠む「細川千句」という儀式について、野州家分に関しては明応6年（1497年）以降、次第に高国が主導で行われていることから同年前後に実父の政春から野州家の家督を譲られてその際に政元との養子縁組は解消されたとする説もある。傍証として細川氏の内紛を扱った『不問物語』という軍記物の中で細川元治が高国を京兆家の後継に推した理由に「高国未弱年之比、政元養子之契約有」と述べたと記されており、政元と高国の養子契約は元服前の幼少期の頃の話であったと記されている。

### 澄之・澄元との争い

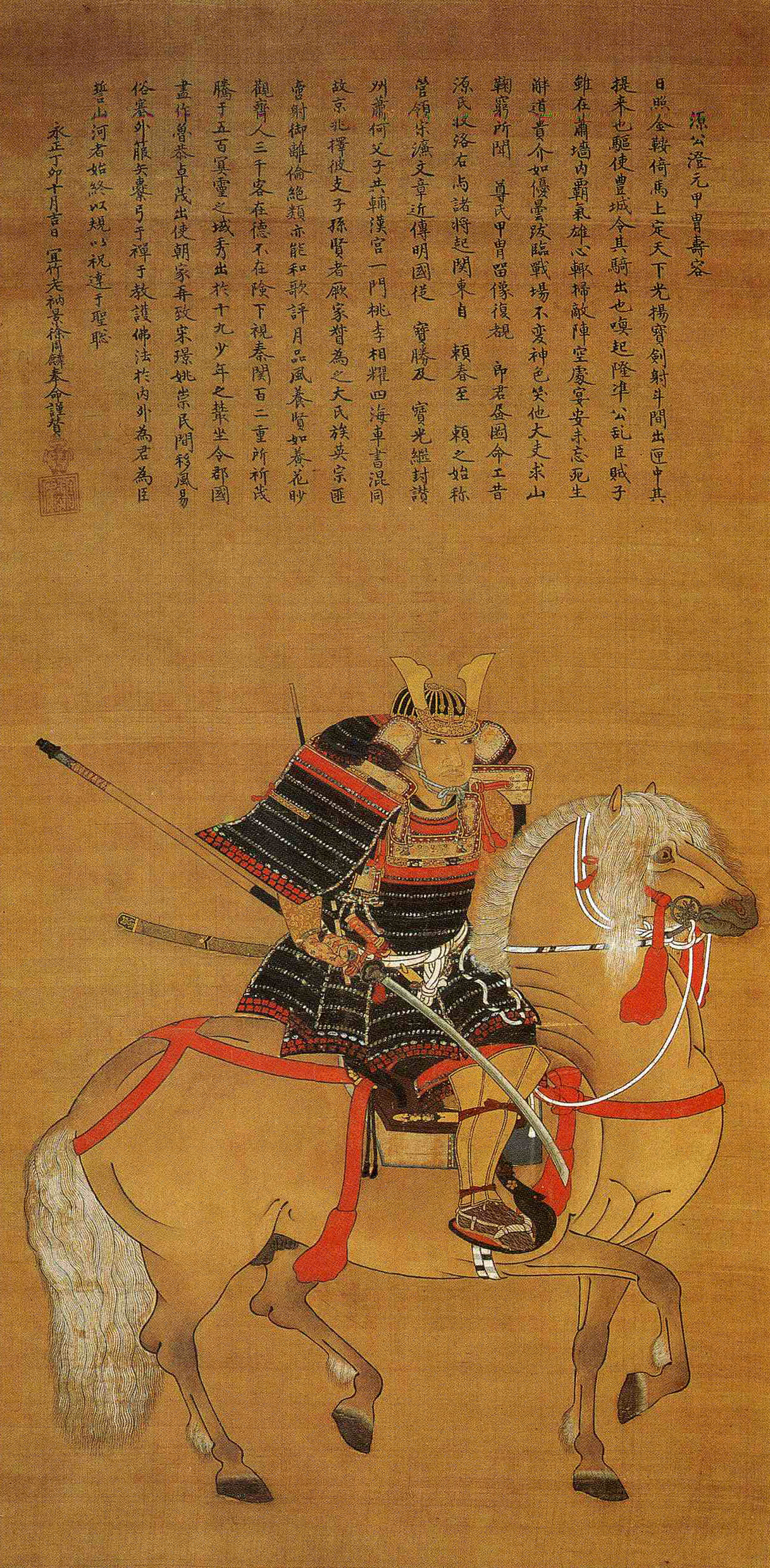
細川澄元像（永青文庫蔵）

永正4年（1507年）6月、政元が澄之派の重臣香西元長や薬師寺長忠らによって殺されると、8月に澄元は澄之討伐の兵を挙げた。この時高国は、澄元を支持して同族の細川政賢・細川尚春と共同で討伐に貢献し、澄元の家督相続を承認した（永正の錯乱）。
ところが、この一連の政変を好機と見た周防国の大内義興は、庇護していた流れ公方の前将軍足利義稙を擁して上洛軍を発した。そこで、澄元の命令で義興との和睦交渉に当たった高国だったが、澄元に背いて義興に通じると伊勢国に逃れた。前述の『不問物語』によれば、細川澄元に反発を強める細川一門が澄元に代わって政賢に京兆家を継がせようとした際に、細川元治がこれに反対して高国が政元の養子だった経緯に加え、実際の血縁は政賢よりも高国の方が京兆家に近いこと、高国の姉婿が畠山尚順であるため尚順から援軍を得られること、何よりも本人の器量と功績が申し分ないことを理由に高国を擁立するように主張したと伝えている。永正5年（1508年）に入ると高国は、仁木高長（仁木氏）、伊丹元扶、内藤貞正（国貞の父）らと呼応して京に侵攻し、澄元や将軍足利義澄を近江国に追放した。これに対し、5月5日に高国が京兆家当主であることを承認する義稙の御内書が出されている。その後、5月に摂津で抵抗する澄元側の池田貞正を滅ぼし、芥川信方は降伏を許すと称して堺におびき出して謀殺した。そして大内義興と共に入京し足利義稙を将軍に復職させ、自らは7月18日に右京大夫・管領に任ぜられた。

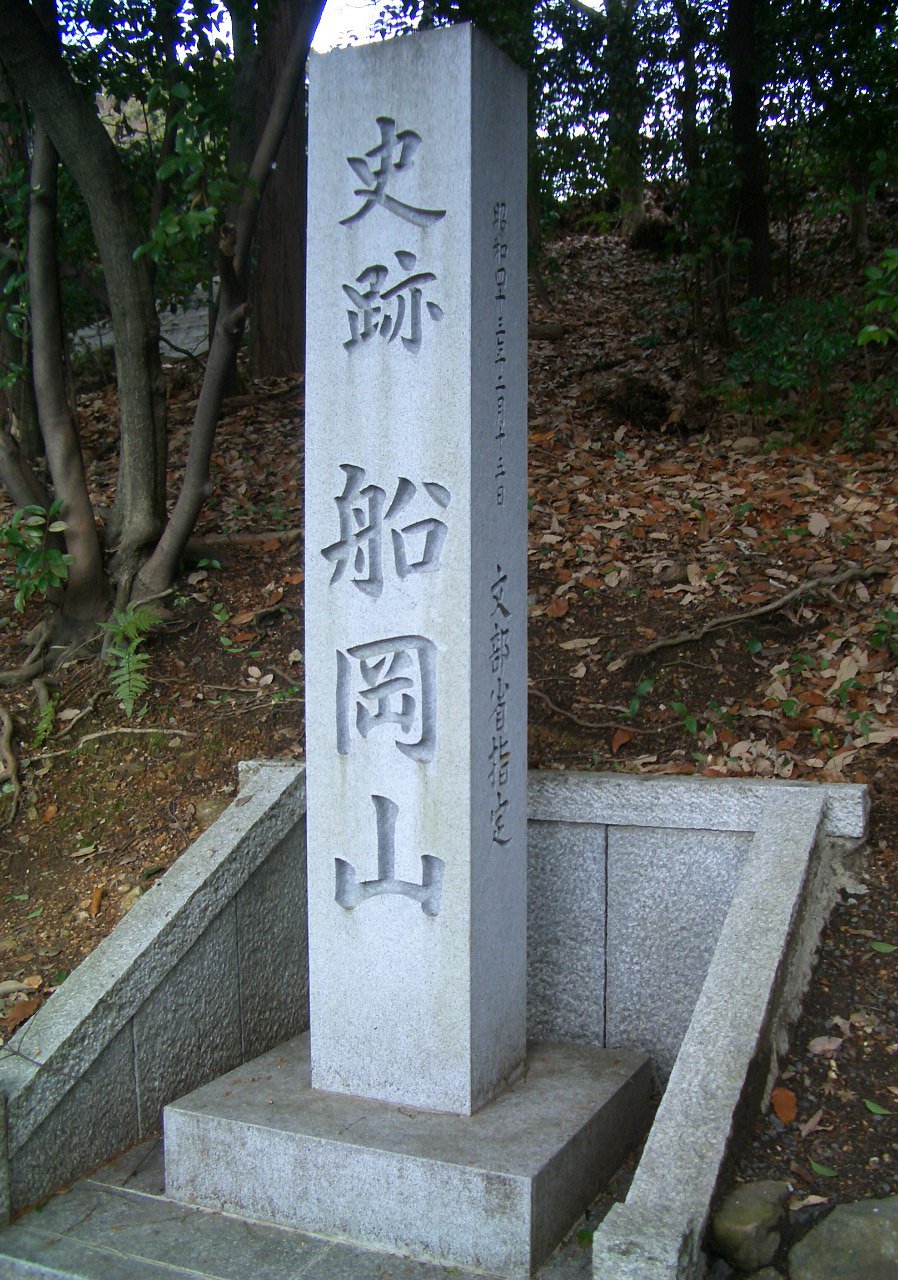
船岡山石標

永正6年（1509年）、澄元の重臣・三好之長による京都侵攻を受けたものの、大内義興と協力して退け（如意ヶ嶽の戦い）、逆に近江に侵攻して勝利している。しかし永正7年（1510年）に近江へ再侵攻した際には、澄元方を支持する国人の反抗もあって敗戦を喫し、責任をとって出家しようとしたほどであった。なおも政権奪還を諦めぬ澄元の攻勢を許した永正8年（1511年）、細川政賢や赤松義村まで加担した澄元方による京への再侵攻（深井城の合戦、芦屋河原の合戦）を受ける。劣勢に追い込まれた高国は内藤貞正、波多野元清、赤井時家ら高国派家臣のいる丹波にまで撤退した。しかし澄元方の擁する前将軍足利義澄の病死などにも助けられて、8月24日の船岡山合戦に勝利した。
永正12年（1515年）頃、高国は澄元方の反撃と摂津支配の強化を目指して、芥川と西宮の郊外に芥川山城と越水城を築城して、能勢頼則と瓦林正頼（河原林政頼）を配置している。
永正15年8月2日（1518年9月6日）、それまで政権を支えてきた大内義興の周防への帰国によって、高国は単独で政権を運営する。しかし永正16年（1519年）、それを好機と見た阿波の澄元・三好之長らの摂津侵出（田中城の戦い）を許し、またも窮地に立たされる。そして翌永正17年（1520年）2月、大内軍の不在が響いたのか敗戦して近江坂本まで退散させられた。それを機に、保身を図らんとする将軍足利義稙に澄元と内通されてしまう。しかし、5月には六角定頼・朝倉孝景 (10代当主)・土岐頼武らの支援を仰ぎ、再度挙兵。京へ反撃侵攻した高国勢は之長を自害に追い込み、澄元を摂津に敗走させ政権を奪還した（等持院の戦い）。同年6月10日（6月24日）には、高国と長年に亘り対立を続けてきた澄元が阿波で病死。こうして高国を見限って澄元に乗り換えようとした将軍義稙の面目は失われ、敵対者のいなくなった高国は事実上の天下人となった。なお、大内義興と細川高国には朝廷よりそれぞれ従三位と従四位下叙位の話があったが、義興は受諾したものの、高国は辞退して代わりに将軍の自邸への御成を受けている。
この後、高国は味方として武功も多かった瓦林正頼らに謀反の嫌疑をかけて殺害。自身の地位を脅かす恐れのある者の排除に乗り出し、内部の引き締めを図っている。永正18年3月7日（1521年4月13日）には、立場を失った将軍足利義稙が京から阿波へ出奔。このため同月22日に行われた後柏原天皇の即位の礼は、高国のもとで行われた。これにより天皇の信任を失った義稙を排斥して、かつての敵対者であった義澄の遺児である足利亀王丸を擁立。将軍不在による高国政権の存続危機を防いだ。7月6日には亀王丸の上洛を迎え入れると、大永に改元後の8月29日には、亀王丸による代始の参賀を行わせた。12月24日に元服して義晴と改名した亀王丸は、翌日将軍に補任された。その後、前将軍・義稙からの侵攻を何度か受けるが、大永3年（1523年）4月に義稙も死去したため、高国の勝利に終わった。

### 凋落

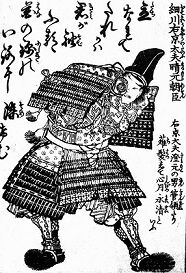
細川晴元（細川六郎）像

足利義晴を擁立した高国は、管領・従四位下武蔵守に任官した。大永5年4月21日（1525年5月13日）、剃髪して道永（どうえい）と号し、家督と管領職を嫡子の稙国に譲って隠居した。ただし、これは高国が厄年であったためにこれを機に息子に家督を譲ろうとしたもので、本人は隠退の気持ちを持っている訳ではなかった。ところが12月に稙国が没したため、やむなく管領・細川家（細川京兆家）当主として復帰する。
大永6年7月13日（1526年8月20日）、従弟に当たる細川尹賢の讒言を信じて、重臣の香西元盛を謀殺した。しかし、これを知った元盛の兄弟（波多野元清と柳本賢治）に背かれ、同じく丹波国衆の赤井時家にも挙兵される。仕方なくこの鎮圧に尹賢を向かわせたものの敗退。そこへ、かつての敵対者であった澄元の遺児・細川六郎（晴元）や三好元長（之長の嫡孫）にまで阿波で挙兵されてしまう。再び畿内に進出した阿波勢に、丹波勢も加わって膨れ上がった敵対連合軍には、権力者の道永であっても効果的な対抗策を施せなかった。
嫡男であった稙国を失った道永には実父・政春が晩年に儲けた32歳も年下の弟の晴国がいたが、既に房州家（政春の備中守護任命を機に改称）を継ぐことが決まっていた。このため、道永は房州家よりも格上である典厩家から尹賢の子である細川氏綱を養子に迎えることにし、大永6年12月27日（1527年1月29日）に晴国と氏綱の元服を同時に行った（『後法成寺関白記』）。
翌大永7年（1527年）2月には、とうとう敵対連合軍の尖兵・柳本賢治や三好元長らに京に侵攻され、桂川で迎撃したが敗れ、足利義晴を擁したまま近江坂本に逃れた（桂川原の戦い）。こうして高国（道永）政権は崩壊した。
10月には越前国の朝倉孝景に軍事支援を要請し、地位回復を目論む。これに応えた孝景の大叔父である朝倉宗滴を総大将とする加勢を得て、道永は上洛を果たした（川勝寺口の戦い）。だが翌大永8年（1528年）3月には越前軍の帰国により、5月に再び近江へ逃れた。

### 大物崩れと最期

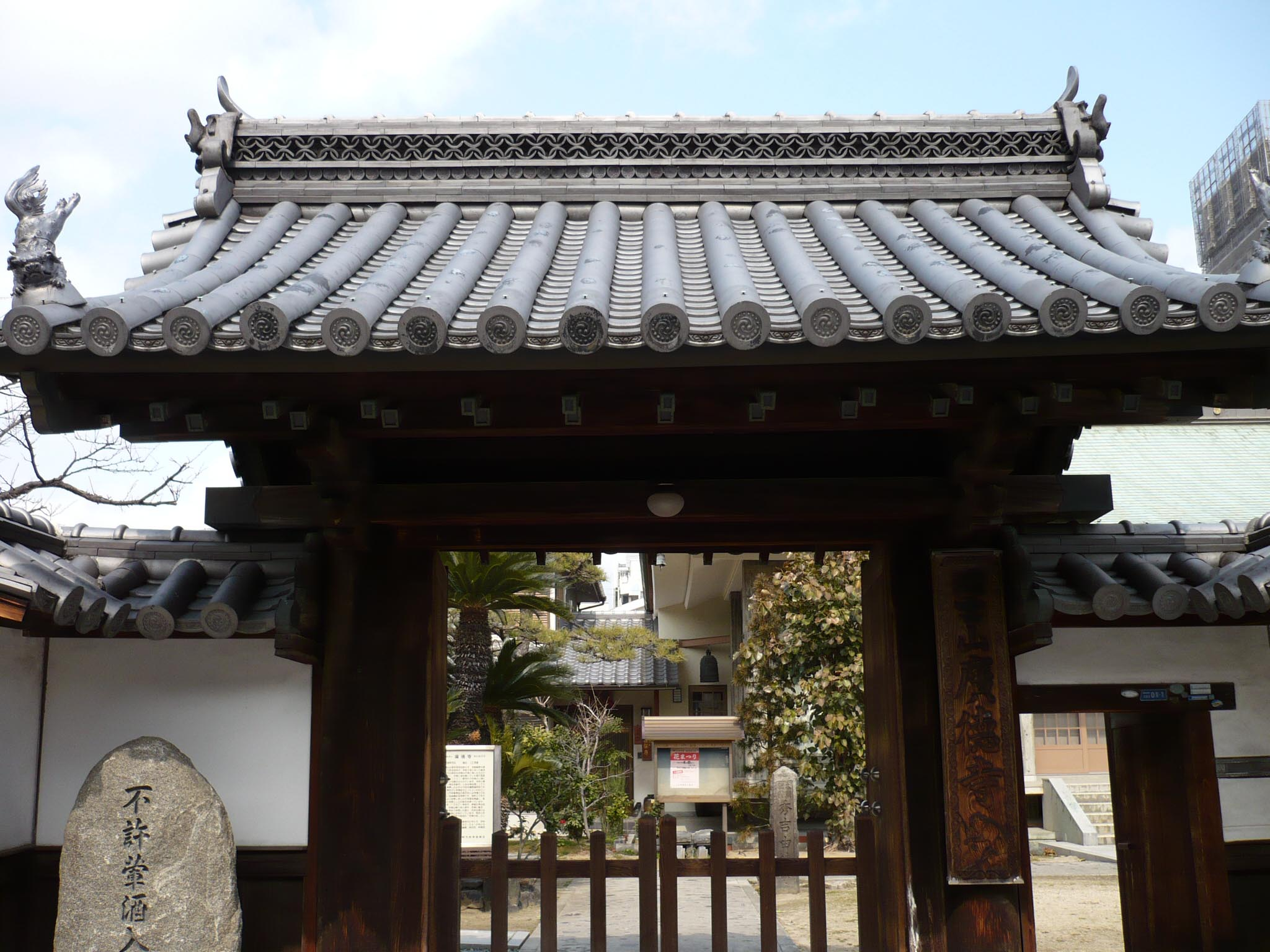
最期の地となった広徳寺

その後、道永は伊賀国の仁木義広や婿で伊勢国司の北畠晴具、越前の朝倉孝景、出雲国の尼子経久らを頼って落ち延びていた。享禄3年（1530年）に柳本賢治が播磨国出陣中に暗殺されると、備前守護代浦上村宗と連携して京に進軍した。
京都帰還を果たすと、つぎは管領の座を脅かす晴元を倒すべく、堺公方府への出征を試みた。ところが享禄4年（1531年）3月10日には晴元の重臣・三好元長からの反撃で機先を制されてしまい、摂津で足止めされ膠着状態（中嶋の戦い）に陥った。やがて6月になって、新たに参戦した赤松政祐の支援を得たかに見えたが、同月4日には親道永派の重臣・浦上村宗を粛清する機会を狙っていた政祐の裏切りに遭って高国勢は総崩れとなり、村宗や主だった重臣を討ち取られた道永は尼崎に逃走した（大物崩れ）。
しかし、元長たちの厳しい捜索により、紺屋の甕の中に隠れているのを発見された道永は、6月8日の寅刻（午前4時）頃に尼崎の広徳寺で自害に追い込まれた。享年48。「絵にうつし 石をつくりし 海山を 後の世までも 目かれずや見む」と言う辞世の句を、北畠晴具に送っている。

### 死後
高国の死後、尹賢は堺公方側へ服属するも晴元の命で殺されたが、堺公方派に内紛が勃発。続いて晴元と一向一揆の対立に乗じて、高国派の残党に弟の晴国が擁立され、石山本願寺と結んで晴元に付いた法華一揆と丹波国で戦ったが、天文5年（1536年）に敗死した（享禄・天文の乱）。
尹賢の子・氏綱は、高国の跡目と称して天文11年（1542年）に挙兵。晴元の家臣・三好長慶（元長の嫡男）と結んで晴元を追い落とし、管領に就任したが、長慶の傀儡で実権の無いまま永禄6年（1564年）に死去。高国系は断絶、管領も途絶した。
ただし、今谷明は『新編日本史辞典』（東京創元社、1990年）において作成した「室町幕府諸職表 執事・管領」において、細川晴元・氏綱の管領任命を事実ではないとして歴代管領から外し、高国を室町幕府最後の管領として掲げている。また、浜口誠至は戦国期の管領は将軍の元服など、幕府の重要儀式の時だけ必要とされる臨時職になっており、高国の時代には既に細川京兆家の幕府内における権力と管領の地位は分離していたとしている。

## 系譜
- 父：細川政春（1456-1518）
- 母：不詳
- 養父：細川政元（1466-1507）
- 室：細川政賢娘 - 高国のはとこにあたる
  - 男子：細川稙国（1508?-1525）
- 室：一色義有妹
- 生母不明の子女
  - 女子：北畠晴具正室
  - 女子：山名豊定正室
  - 男子：安国寺留雲斎
- 養子
  - 男子：細川氏綱（1513-1564） - 細川尹賢の子

## 高国の偏諱を受けた人物
（＊「高」は前述の通り、将軍・足利義高（義澄）から賜ったもの、「国」は野州家の初代当主・細川満国より取った（野州家出身者では他に細川政国（政賢の父で高国の大叔父にあたる）も使用した）1字である。）
近親者
- 細川稙国（嫡子）
- 細川晴国（高国の実弟または実子）
- 細川持国[17]（もちくに、高国の息子）
- 細川高頼[17]（たかより、高国の息子）

（その他、高国の戦死後に河内畠山氏を頼り、その縁により能登畠山義続の政僧（政治顧問）となった能登安国寺の僧・安国寺留雲斎（あんこくじ・りゅううんさい）という息子がいたとされる。）
その他支配下にあった人物
（前述の通り、高国は室町幕府管領のほか、摂津・丹波・山城・讃岐・土佐の守護を兼ねており、各国の守護代などが高国より1字を賜っている。）
- 細川国益（遠州家、土佐守護代・細川政益の子で細川勝益の孫にあたる）
- 細川国隆（十市国隆、十市細川氏、父は細川家俊、子に細川定輔、その孫に池頼和がいる）
- 安芸国虎（土佐の国人）
- 尼子国久（出雲の守護代・尼子経久次男）
- 伊丹国扶（摂津の国人）
- 宇津頼高[注釈 11]（右京亮、土岐氏一族の出身）
- 香西国忠（讃岐衆）
- 長宗我部国親（土佐の国人、戦国大名で有名な長宗我部元親の父）
- 長宗我部国康（国親の三弟）
- 津野国泰（土佐の豪族・津野氏の当主）
- 内藤国貞（貞正の子、丹波の守護代）
- 三宅国村（高国・晴国に仕えるが、のち晴元に内通して晴国を自害に追い込んだ人物）
- 薬師寺国長（高国重臣・摂津の守護代）
- 薬師寺国盛（国長の弟とされる人物で、降伏後高国に臣従）

※土佐の豪族・大平氏は元々「国」の字を通字とする家系であるので上記には含めない。

## 演じた人物
- 安田顕 - BS時代劇「塚原卜伝」（2011年10月 - 11月、NHK BSプレミアム）